# Paul B. Henry

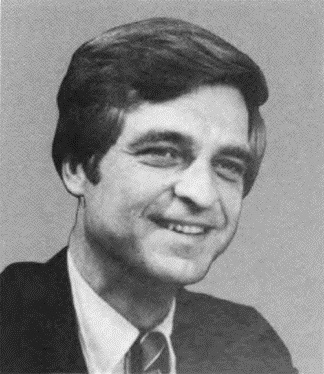
Paul B. Henry (1985)

Paul Brentwood Henry (* 9. Juli 1942 in Chicago, Illinois; † 31. Juli 1993 in Grand Rapids, Michigan) war ein US-amerikanischer Politiker. Zwischen 1985 und 1993 vertrat er den Bundesstaat Michigan im US-Repräsentantenhaus.

## Werdegang
Paul Henry besuchte bis 1959 die Pasadena High School in Kalifornien und danach bis 1963 das Wheaton College in Illinois. Anschließend studierte er noch bis 1970 an der Duke University in Durham (North Carolina). Zwischenzeitlich war er in den Jahren 1963 bis 1965 für das Friedenscorps in Liberia und Äthiopien tätig. Später lehrte er das Fach politische Wissenschaften am Calvin College in Grand Rapids. Politisch war Henry Mitglied der Republikanischen Partei. Zwischen 1975 und 1978 gehörte er dem Bildungsausschuss des Staates Michigan an. Danach war er von 1979 bis 1982 Abgeordneter im Repräsentantenhaus von Michigan sowie von 1983 bis 1984 Mitglied des Staatssenats.
Bei den Kongresswahlen des Jahres 1984 wurde er im fünften Wahlbezirk von Michigan in das US-Repräsentantenhaus in Washington, D.C. gewählt, wo er am 3. Januar 1985 die Nachfolge von Harold S. Sawyer antrat. Nach vier Wiederwahlen konnte er bis zu seinem Tod im Kongress verbleiben. Seit dem 3. Januar 1993 vertrat er dort als Nachfolger von Howard Wolpe den dritten Distrikt seines Staates. Während seiner Zeit im US-Repräsentantenhaus wurde dort im Jahr 1992 der 27. Verfassungszusatz verabschiedet.
Kurz vor den Wahlen des Jahres 1992, die er erneut für sich entschied, wurde bei Henry ein Gehirntumor festgestellt. Er unterzog sich einer entsprechenden Behandlung und konnte am 3. Januar 1993 den Eid für eine neue Legislaturperiode im Kongress ablegen. Danach verschlechterte sich sein Gesundheitszustand. Am 31. Juli 1993 erlag Paul Henry in Grand Rapids seiner Krankheit.